# La Danseuse de Marrakech
Pour plus de détails, voir Fiche technique et Distribution.
La Danseuse de Marrakech est un film français réalisé par Léon Mathot, sorti en 1949.

## Fiche technique
- Titre : La Danseuse de Marrakech
- Réalisation : Léon Mathot
- Scénario et dialogue : Léopold Gomez[1]
- Décors : Claude Bouxin
- Costumes : Rosine Paris
- Photographie : Charlie Bauer
- Son : Constantin Evangelou
- Scripte : Suzanne Durrenberger
- Montage : Marguerite Beaugé
- Musique : José Padilla
- Production : Société africaine cinématographique - Adria-Films
- Pays :  France
- Format : Noir et blanc
- Genre : Film dramatique
- Durée : 98 minutes
- Date de sortie : 
  - France - 14 mars 1949
- Affiche : René Péron (France)

## Distribution
- Yves Vincent : Jean Portal
- Siren Adjemova : Kalina
- Habib Benglia : Taraor
- Katia Lova : Soni
- Aimé Clariond : Barjac
- Lucien Callamand : le coiffeur
- Roland Armontel : le général
- Raphaël Patorni : le colonel
- Roger Bontemps : Bertin
- Gina Manès
- Philippe Hersent